# Hrabstwo Fayette (Alabama)

Piramida wieku hrabstwa

Fayette – hrabstwo w stanie Alabama w USA. Populacja liczy 17 241 mieszkańców (stan według spisu z 2010 roku).
Powierzchnia hrabstwa to 1630 km² (w tym tylko 4 km² stanowią wody). Gęstość zaludnienia wynosi 10,5 osoby/km².

## Miejscowości
- Belk
- Berry
- Fayette
- Glen Allen
- Gu-Win